# 栃木県道116号足利市停車場線

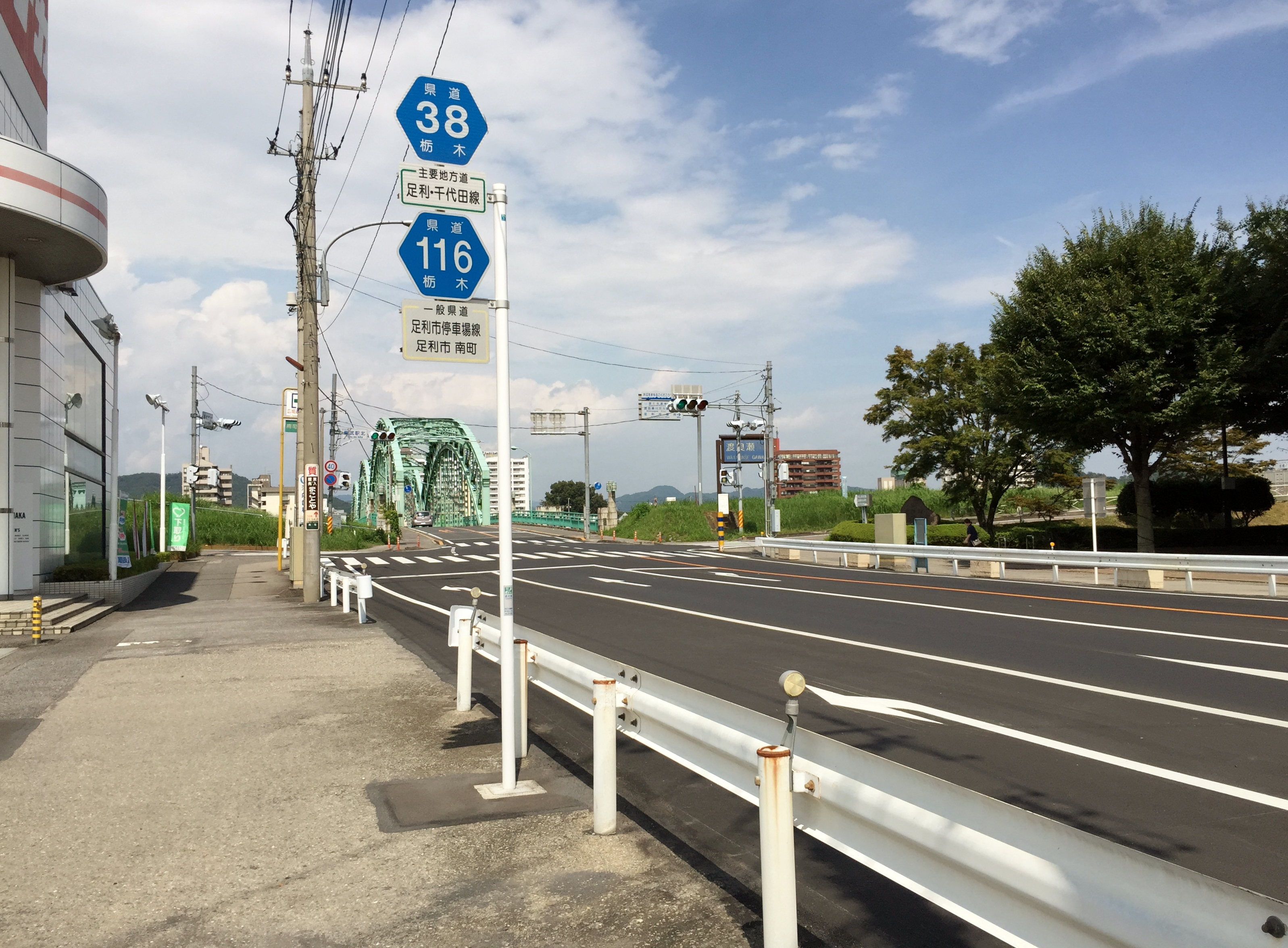
足利市南町（起点付近、2015年5月）
中橋・足利市街（終点）方面を望む。

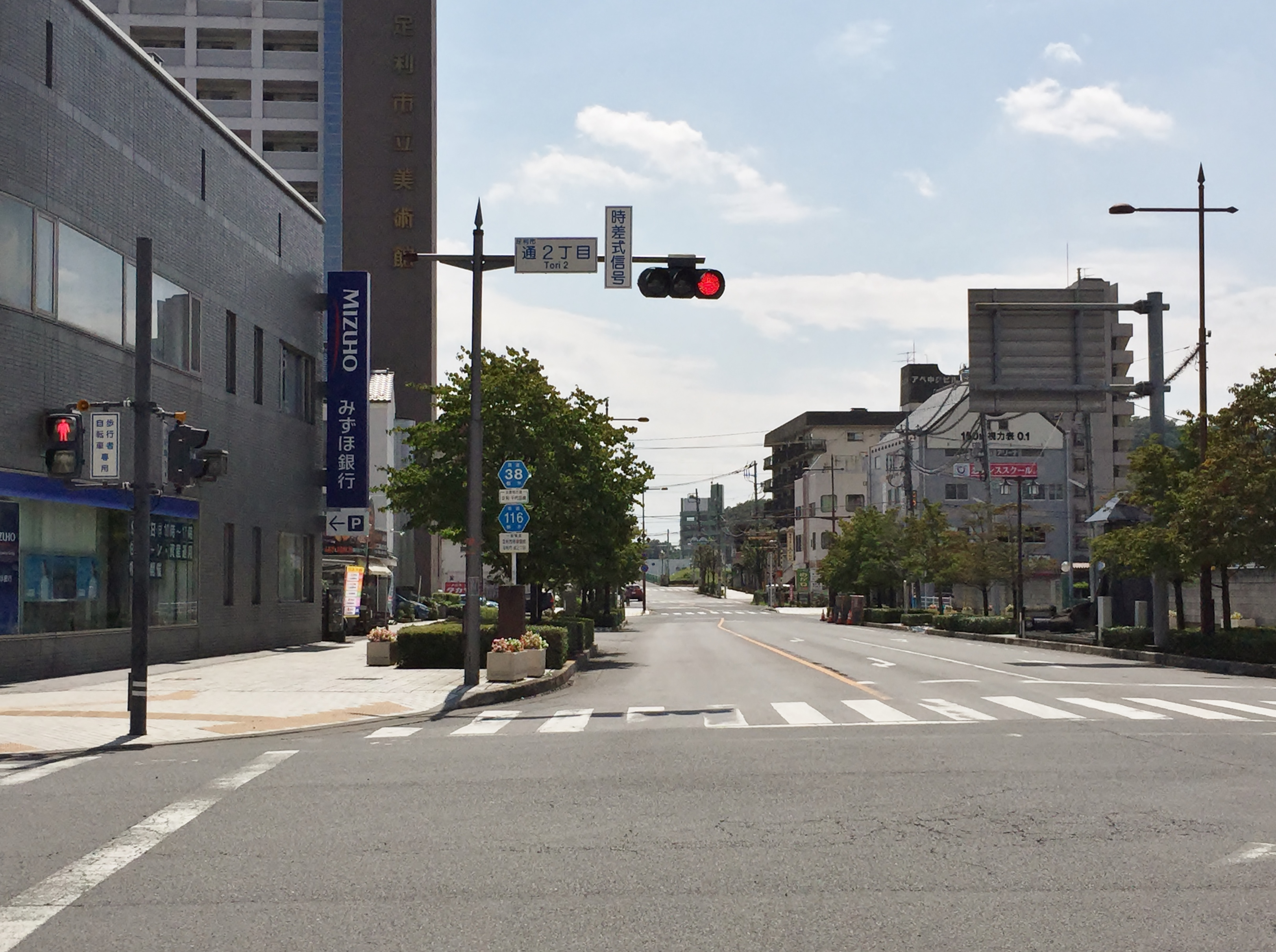
足利市・通2丁目交差点
（終点、2015年9月）
県道38号の起点と県道208号の終点でもある。ここから足利市駅まで県道38号と重複する。

栃木県道116号足利市停車場線（とちぎけんどう116ごう あしかがしていしゃじょうせん）は、栃木県足利市を通過する一般県道である。

## 概要
東武伊勢崎線・足利市駅と栃木県道67号桐生岩舟線（旧国道50号）を連絡する路線であり、別名「中橋通り」と呼ばれている。足利市駅および同駅が所在する東武伊勢崎線は足利市街地の渡良瀬川対岸にあり、途中渡良瀬川に架かる中橋を渡る。
本県道は、全区間が栃木県道38号足利千代田線と重複している。

### 路線データ
- 総延長 : 0.638km[2]
  - 実延長 : 0km[2]
  - 重用延長 : 0.638km[2]
- 起点 : 栃木県足利市南町（足利市駅＝栃木県道38号足利千代田線交点）
- 終点 : 栃木県足利市通2丁目（通2丁目交差点＝栃木県道38号足利千代田線、栃木県道67号桐生岩舟線、栃木県道208号飛駒足利線交点）

## 歴史
- 1961年（昭和36年）4月1日 - 認定[2]

## 路線状況

### 通称
- 中橋通り

### 重複区間
- 栃木県道38号足利千代田線（起点 - 終点）

## 地理

### 通過する自治体
- 栃木県
  - 足利市

### 交差する河川
- 渡良瀬川（中橋、足利市南町・東武駅北交差点 - 通2丁目）

### 交差する鉄道
- JR両毛線（足利市通2丁目）※踏切による平面交差

### 沿線
- 足利市駅（東武伊勢崎線）（足利市南町）
- 足利市立美術館（足利市通2丁目）